# Piton Sainte-Rose
Piton Sainte-Rose ist ein Dorf in der Gemeinde Sainte-Rose im französischen Übersee-Département Réunion.

## Lage
Der Ort liegt an der Ostküste der Insel Réunion im Indischen Ozean. Westlich des Dorfs erhebt sich der Vulkan Piton de la Fournaise. Durch den Ort führt in nord-südlicher Richtung die die Insel umrundende Fernverkehrsstraße N 2. Südlich liegt Bois-Blanc, nördlich Ravine-Glissante. Unweit südlich der Ortslage befinden sich die Wasserfälle Anse des Cascades.

## Geschichte
Piton Sainte-Rose wurde mehrfach von großen Naturkatastrophen getroffen. Bei einem Zyklon im Jahr 1948 wurde die 1927 errichtete Kirche zerstört. 1977 floss nach einem Vulkanausbruch Lava durch die Ortslage in Richtung Küste. Dabei kam es zu erheblichen Schäden. Die wiederaufgebaute Kirche blieb jedoch erhalten, da der Lavastrom im Kirchenschiff stoppte. Die Kirche Notre-Dame-des-Laves wurde in der Folge zu einer bekannten Sehenswürdigkeit.

## Einrichtungen
Neben der bekannten Kirche Notre-Dame-des-Laves besteht ein kleines Museum, das die Ereignisse um den Lavafluss im Jahr 1977 und die damit einhergehenden Zerstörungen und den Erhalt der Kirche thematisiert, sowie Gastronomie.
Das 2018 errichtete Denkmal La Métisse 77 erinnert an die Zerstörung. Im Ortszentrum befand sich zeitweise auch die Statue der Jungfrau mit dem Sonnenschirm, die jedoch in die Kirche umgesetzt wurde.